# Locke (film)
Pour les articles homonymes, voir Locke.
Pour plus de détails, voir Fiche technique et Distribution.
Locke est un thriller dramatique britannico-américain écrit et réalisé par Steven Knight, sorti en 2013.

## Synopsis
À la suite d’un appel, Ivan Locke, père de famille et entrepreneur en construction, prend l’autoroute pour une lointaine destination. Pendant que la voiture file vers son but dans la brunante, Locke continue d’administrer sa vie au téléphone, avec son associé, sa femme et ses enfants. Il a pris une décision et il s’y tient[Laquelle ?], au risque de chambouler tous les plans de son existence[pas clair]. Il y a quelque part un être fragile qui a besoin de lui[évasif].

## Fiche technique
- Titre original et français : Locke
- Réalisation et scénario : Steven Knight
- Costumes : Nigel Egerton
- Montage : Justine Wright
- Musique : Dickon Hinchliffe
- Photographie : Haris Zambarloukos
- Son : Ian Wilson
- Production : Guy Heeley et Paul Webster
- Sociétés de production : IM Global et Shoebox Films
- Sociétés de distribution : Metropolitan Filmexport (France), A24 (USA)
- Pays de production : Royaume-Uni
- Budget : 1 500 000 €
- Langue originale : anglais
- Durée : 85 minutes
- Format : Couleurs - 35 mm - 2.35:1 - Son Dolby numérique
- Genres : thriller, drame, road movie
- Dates de sortie[2] : 
  - Italie : 2 septembre 2013 (Mostra de Venise 2013)
  - Royaume-Uni : 18 avril 2014
  - France : 23 juillet 2014

## Distribution
- Tom Hardy (VF : Jérémie Covillault) : Ivan Locke
- Olivia Colman (VFB : Valérie Lemaître) : Bethan (voix)
- Ruth Wilson (VFB : Maia Baran) : Katrina (voix)
- Andrew Scott (VFB : Alexandre Crépet) : Donal (voix)
- Ben Daniels (VFB : Michel Hinderyckx) : Gareth (voix)
- Tom Holland (VFB : Florent Hoxha) : Eddie (voix)
- Bill Milner (VFB : Bruno Borsu) : Sean (voix)
- Danny Webb (VFB : Philippe Résimont) : Cassidy (voix)

## Distinctions

### Récompenses
- British Independent Film Awards 2013 : meilleur scénario pour Steven Knight
- Los Angeles Film Critics Association Awards 2014 : meilleur acteur pour Tom Hardy
- National Board of Review Awards 2014 : top 2014 des meilleurs films indépendants
- National Society of Film Critics Awards 2015 : meilleur acteur pour Tom Hardy (2e place)
- Prix du cinéma européen 2014 : Meilleur monteur
- Toronto Film Critics Association Awards 2014 : meilleur acteur pour Tom Hardy

### Nominations et sélections
- Mostra de Venise 2013 : sélection hors compétition
- British Independent Film Awards 2013 :
  - Meilleur acteur pour Tom Hardy
  - Meilleur technicien pour Justine Wright (montage)

- Festival du film de Sundance 2014 : sélection « Spotlight »
- Festival du film de Sydney 2014

## Remake
Il est annoncé en 2024 que Gilles Bourdos réalisera un remake de Locke avec Vincent Lindon en tant que personnage principal. Le remake sort en salle avec le titre Le Choix.